# سیارک ۲۱۳۰
سیارک ۲۱۳۰ (به انگلیسی: 2130 Evdokiya، نامگذاری:1974QH1) دو هزار و صد و سیمین سیارک کشف شده‌است که در ۲۲ اوت ۱۹۷۴ کشف شد.
قدر مطلق سیارک برابر ۱۳٫۵۰ است.